# Gare de Saint-Nazaire
Gare de Saint-Nazaire vasútállomás Franciaországban, Saint-Nazaire településen.

## Vasútvonalak
Az állomást az alábbi vasútvonalak érintik:
- Tours–Saint-Nazaire-vasútvonal
- Saint-Nazaire-Le Croisic-vasútvonal

## Kapcsolódó állomások
A vasútállomáshoz az alábbi állomások vannak a legközelebb:
- Gare de Pornichet (Gare du Croisic, Saint-Nazaire-Le Croisic-vasútvonal)
- Gare de Penhoët (Gare de Tours, Tours–Saint-Nazaire-vasútvonal)